# Palafolls
Palafolls  es un municipio y localidad de España, en la comarca del Maresme, en la provincia de Barcelona, Cataluña. Se encuentra entre los municipios de Blanes, Tordera y Malgrat de Mar. Cuenta con una población de 9938 habitantes (INE 2024).
El municipio se constituye de las siguientes partes: Pueblo de Sant Genís de Palafolls (formado por Sant Genís y la urbanización Ciutat Jardí), Barrio Santa María, Barrio Sant Lluís, Mas Carbó, Mas Reixac y Les Ferreries (es la parte centro donde se encuentra la iglesia, ayuntamiento, escuelas...). En lo alto de una colina llamada turó del Castell, se encuentra el castillo de Palafolls, en la actualidad en ruinas.

## Geografía
Integrado en la comarca de El Maresme, se sitúa a 68 kilómetros de Barcelona. El término municipal está atravesado por la Autopista del Maresme (C-32), por la antigua carretera N-II entre los pK 677 y 680 y por la carretera provincial B-682, que conecta con Blanes.
El relieve del municipio está caracterizado por las primeras elevaciones de la Cordillera Litoral y la llanura del río Tordera, que hace de límite con la provincia de Gerona. La altitud oscila entre los 315 metros al noroeste (Serra de Miralles) y los 10 metros a orillas del río Tordera. El pueblo se alza a 16 metros sobre el nivel del mar. 
| Noroeste: Tordera        | Norte: Tordera      | Noreste: Tordera        |
| Oeste: Santa Susana      |                     | Este: Blanes            |
| Suroeste: Malgrat de Mar | Sur: Malgrat de Mar | Sureste: Malgrat de Mar |

## Demografía
Palafolls cuenta con una población de 9938 habitantes (INE 2024).
| Gráfica de evolución demográfica de Palafolls entre 1842 y 2021                                                       |
| |
| Población de derecho según los censos de población del INE. Población de hecho según los censos de población del INE. |

## Administración y política
El alcalde de Palafolls, Valentí Agustí i Bassa (PSC) crea el 30 de octubre de 2012 la "Asociación de Municipios por el Federalismo Republicano", mediante una moción en el pleno en la que contó con el apoyo de ICV-EUiA (y los dos partidos nacionalistas, CiU y ERC, se abstuvieron de depositar su voto)
La creación del alcalde palafollenc tiene como objetivo aglutinar a más municipios para unir fuerzas en la lucha por una República Federal.
La idea del alcalde sería crear una república con cinco estados federados (Cataluña, Galicia, Castilla, País Vasco, y Portugal) y capital en la ciudad de Toledo.
La asociación creada constituye una réplica a la "Asociación de Municipios por la Independencia", creada menos de un año antes (14 de diciembre de 2011 en Vich).

## Servicios

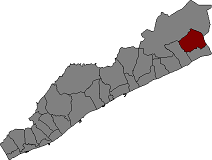
Situación de Palafolls en la comarca de Maresme

- Palauet- Estadio Municipal de Deportes del Arquitecto Japonés Arata Isozaki (Palau ST Jordi BCN)
- Biblioteca Enric Miralles, obra del estudio EMBT, comandado por Enric Miralles; y donde también trabajaba su pareja en aquel momento y hasta su muerte, la italiana Benedetta Tagliabue. La obra fue bautizada con su nombre a modo de homenaje, ya que Miralles falleció durante el desarrollo de la obra.
- CEIP Les Ferreries de Palafolls, el colegio más antiguo
- CEIP Mas Prats, construido en 2005.
- Instituto Font del Ferro, inaugurado a principios del 2011, con capacidad para más de 600 alumnos.

Tiene varias entidades deportivas:
- Club de petanca
- Club de Patinaje
- Club de Fútbol
- Club de Judo
- Club Deportivo Palafolls - Club de Fútbol
- Club de Bàsquet Palafolls - Club de Bàsquet
- Atlètic Santa Maria de Palafolls - Club de Fútbol Sala
- Club de Fútbol Sala San Luis de Palafolls[5] - Club de Fútbol Sala

También tiene una radio local: Radio Palafolls, que emite 107,7 FM.